# Identificazione di una donna
Identificazione di una donna is een Italiaanse dramafilm uit 1982 onder regie van Michelangelo Antonioni.

## Verhaal
De regisseur Niccolò is zojuist verlaten door zijn vrouw. Hij wordt daardoor geïnspireerd om een film te draaien over vrouwen en relaties. Bij zijn zoektocht naar een hoofdrolspeelster maakt hij kennis met een seksueel gefrustreerde edelvrouwe. Hij wordt verliefd op haar.

## Rolverdeling
| Acteur                | Personage             |
| --------------------- | --------------------- |
| Tomas Milian          | Niccolò               |
| Daniela Silverio      | Mavi                  |
| Christine Boisson     | Ida                   |
| Lara Wendel           | Meisje in het zwembad |
| Veronica Lazar        | Carla                 |
| Enrica Antonioni      | Nadia                 |
| Sandra Monteleoni     | Zus van Mavi          |
| Marcel Bozzuffi       | Mario                 |
| Gianpaolo Saccarola   | De Gorilla            |
| Arianna De Rosa       | Vriend van Mavi       |
| Dado Ruspoli          | Vader van Mavi        |
| Carlos Alberto Valles | Man                   |
| Sergio Tardioli       | Slager                |
| Itaco Nardulli        | Lucio                 |
| Paola Dominguín       | Meisje in het raam    |